# Suzumiya Haruhi no shōshitsu
Suzumiya Haruhi no shōshitsu (涼宮ハルヒの消失? lett. "La scomparsa di Haruhi Suzumiya") è un film d'animazione del 2010 diretto da Tatsuya Ishihara e Yasuhiro Takemoto.
Il film, basato sull'omonimo quarto volume della serie di light novel La malinconia di Haruhi Suzumiya, è stato prodotto dalla Kyoto Animation e proiettato nei cinema giapponesi dal 6 febbraio 2010.

## Trama
È circa metà dicembre e il capo della Brigata SOS Haruhi Suzumiya annuncia ai propri compagni che la brigata terrà un party natalizio nell'aula del proprio club. I membri del club Kyon, Yuki Nagato, Mikuru Asahina e Itsuki Koizumi si occupano dei preparativi per il party, come decorazioni e costumi. Ma appena un paio di giorni dopo, Kyon scopre che Haruhi è scomparsa. Haruhi non è soltanto scomparsa: è come se non fosse mai esistita. Inoltre Mikuru sembra non riconoscere Kyon e afferma di non averlo mai visto prima, Koizumi è come se non si fosse mai trasferito nella loro scuola e Yuki è l'unico membro del club di letteratura, che ovviamente è ospitato nell'aula in cui ci avrebbe dovuto essere la Brigata SOS. E in tutta la scuola nessuno ha mai sentito parlare di Haruhi Suzumiya. Kyon è l'unico in grado di capire cosa sia successo.

## Produzione
La scomparsa di Haruhi Suzumiya (in originale Suzumiya Haruhi no shōshitsu), il quarto volume della serie di light novel La malinconia di Haruhi Suzumiya, era stato inizialmente pianificato per essere adattato come parte della seconda stagione della serie anime. Lo studio Kyoto Animation ha iniziato la produzione della nuova stagione nel giugno 2007. Il team di produzione decise di non preoccuparsi della durata di shōshitsu fino a quando la sceneggiatura non fosse stata completata e gli storyboard non fossero in fase avanzata, in modo da dare ampio spazio a tutte le scene necessarie; alla fine furono realizzati sette manoscritti per un totale provvisorio di sette episodi. In un periodo imprecisato, i piani cambiarono per adattare La scomparsa di Haruhi Suzumiya come film. Il film, dalla durata di 162 minuti, è il secondo film d'animazione più lungo mai realizzato dopo Yamato - L'ultima battaglia, che lo supera di un minuto. Il regista Tatsuya Ishihara ha dichiarato che avrebbe voluto che il film fosse un po' più lungo per adattare un maggior numero di scene del romanzo, ma alla fine è rimasto soddisfatto del numero di scene che è stato possibile inserire.
I registi Tatsuya Ishihara e Yasuhiro Takemoto hanno deciso di utilizzare pochi movimenti di macchina per sottolineare l'atmosfera delle scene e la solitudine di Kyon. Noriko Takao si è unita ai registi per disegnare gli storyboard su sua richiesta. Entrambi i registi hanno dichiarato che è stato utile avere un punto di vista femminile durante il processo di creazione, che è stato particolarmente diverso per quanto riguarda il personaggio di Yuki Nagato. Gli storyboard sono stati divisi in sei parti, dalla A alla F, con ishihara e Takemoto che si sono divisi l'inizio e la fine e Takao che ha realizzato le parti C e D. Hanno discusso a lungo i dialoghi per renderli il più possibile fedeli ai personaggi.
Ishihara, Takemoto e Takao hanno dichiarato di aver trascorso la maggior parte del tempo a discutere la rappresentazione dei personaggi Ryōko Asakura e Itsuki Koizumi. Essi consideravano questi personaggi, nella narrazione del film, come persone che "non erano state scelte". In particolare, Takemoto chiese al doppiatore di Koizumi, Daisuke Ono, di esprimere la tristezza di un clown triste. Takao è stato il principale responsabile dell'illustrazione dell'aspetto "persone non scelte" negli storyboard. Al contrario, volevano che le poche scene di Haruhi Suzumiya creassero una sensazione "frizzante".
Lo studio ha utilizzato tecniche come la 3DCG e la fotografia per aumentare il livello di dettaglio degli sfondi quando la telecamera si allontanava abbastanza da rendere troppo difficile la realizzazione di un disegno tradizionale da zero.
Ciascuna delle parti A-F del film aveva un diverso direttore dell'animazione che controllava il lavoro, che poi passava al regista, poi al direttore capo dell'animazione Futoshi Nishiya e infine al super direttore capo dell'animazione Shoko Ikeda. Nishiya si occupa soprattutto delle pose, dei gesti e delle espressioni facciali, mentre il ruolo di Ikeda era quello di garantire che i personaggi corrispondessero al loro design. Per ottenere un risultato migliore, Ikeda ha riunito i direttori dell'animazione all'inizio della produzione del film per spiegare i dettagli del design di ciascun personaggio, cosa far risaltare e cosa evitare. Ha anche dato consigli su come evitare un livello eccessivo di dettagli realistici per consentire una maggiore flessibilità nelle espressioni e nelle posture dei personaggi durante le scene drammatiche. Nishiya ha trovato più difficile lavorare su Kyon a causa dell'ampia gamma di emozioni che attraversa nel film, mentre Ikeda ha trovato più difficile lavorare su Yuki Nagato per via del numero insolitamente elevato di gesti per il personaggio e della delicatezza delle sue emozioni.
Per trasmettere meglio lo sviluppo emotivo del protagonista Kyon nel corso del film, invece di registrare il doppiaggio per le scene in cui tutti i personaggi sono insieme, come avviene di solito, Suzumiya Haruhi no shōshitsu è stato registrato nell'ordine in cui si sviluppa la storia. Il direttore del suono Youta Tsuruoka si è detto molto soddisfatto del risultato, elogiando il doppiatore di Kyon, Tomozaku Sugita, per la sua interpretazione. Per quanto riguarda se stesso, Tsuruoka ha detto che è stata una sfida confezionare l'intera lunghezza del film con i suoni giusti.
Lo scrittore della serie di romanzi, Nagaru Tanigawa, ha fornito un feedback durante il processo di sceneggiatura. Tanigawa ha anche ideato l'epilogo esclusivo del film e ha scritto il testo della sigla di chiusura. Il produttore Atsushi Itō ha suggerito che la sigla di chiusura fosse a cappella.

## Distribuzione
Il 18 dicembre 2007, il sito ufficiale della serie anime La malinconia di Haruhi Suzumiya, haruhi.tv, è stato sostituito da un falso errore 404 con cinque campi di inserimento, un riferimento alla data cruciale de La scomparsa di Haruhi Suzumiya, il quarto volume della serie di light novel. La storia di Suzumiya Haruhi no shōshitsu non è apparsa nella riedizione del 2009 della serie anime principale, che includeva episodi non trasmessi precedentemente adattati dal secondo, terzo e quinto romanzo. Tuttavia, alla fine della stagione 2009, l'8 ottobre 2009, è stato trasmesso un teaser trailer di 30 secondi che mostrava Yuki Nagato, rivelando che La scomparsa di Haruhi Suzumiya sarebbe stato in realtà un film, la cui uscita era prevista per il 6 febbraio 2010. Un video promozionale di un minuto è stato pubblicato nel dicembre 2009. Il film è stato distribuito in Blu-ray e DVD, in edizione normale e limitata, il 18 dicembre 2010 in Giappone.

### Colonna sonora
La sigla di chiusura del film è Yasashī bōkyaku (優しい忘却? lett. "Tenero oblio") di Minori Chihara, il cui singolo è stato pubblicato il 24 febbraio 2010. La sigla di apertura invece è Bōken desho desho? (冒険でしょでしょ?? lett. "È un'avventura, vero, vero?") di Aya Hirano, la stessa della prima stagione della serie animata. La colonna sonora originale, pubblicata il 27 gennaio 2010, presenta diverse tracce musicali del compositore francese Erik Satie, tra cui Gymnopédies, Gnossiennes e la sua composizione Je te veux, che sono state utilizzate nel corso della pellicola animata. La colonna sonora è eseguita dall'Eminence Symphony Orchestra ed è stata prodotta da Satoru Kōsaki.
Disco 1
1. Itsumo no fūkei kara hajimaru monogatari (いつもの風景から始まる物語?) – 3:51 (musica: Satoru Kōsaki)
2. SOS-dan Christmas Party (SOS団クリスマスパーティ?, Esuōesu-dan Kurisumasu Pāti) – 2:24 (musica: Satoru Kōsaki)
3. Dotabata Time (ドタバタ・タイム?, Dotabata Taimu) – 1:03 (musica: Satoru Kōsaki)
4. Nichijō no saki ni machiukeru mono (日常の先に待ち受けるもの?) – 0:51 (musica: Keigo Hoashi)
5. Asakura Ryōko to iu josei (朝倉涼子という女性?) – 2:59 (musica: Ryūichi Takada)
6. Fuan kara kyōfu e (不安から恐怖へ?) – 1:44 (musica: Ryūichi Takada)
7. Uragirareta kitai (裏切られた期待?) – 2:48 (musica: Keigo Hoashi)
8. Kodoku sekai no hirogari (孤独世界の広がり?) – 3:14 (musica: Keigo Hoashi)
9. Kankyō henka no zehi (環境変化の是非?) – 2:56 (musica: Satoru Kōsaki)
10. Suzumiya Haruhi no tegakari (涼宮ハルヒの手がかり?) – 1:27 (musica: Kakeru Ishihama)
11. Hayaru kokoro to mae ni denai ashi (はやる心と前に出ない足?) – 1:14 (musica: Satoru Kōsaki)
12. Tsunagatta kioku (つながった記憶?) – 2:33 (musica: Satoru Kōsaki)
13. SOS-dan futatabi (SOS団再び?) – 1:56 (musica: Satoru Kōsaki)
14. Ready? – 4:13 (musica: Ryūichi Takada)
15. Ano hi no kioku o oikakete (あの日の記憶を追いかけて?) – 1:27 (musica: Satoru Kōsaki)
16. Michibiku josei no kataru kotoba (導く女性の語る言葉?) – 2:26 (musica: Keigo Hoashi)
17. Mirai e no ashiato (未来への足跡?) – 1:53 (musica: Keigo Hoashi)
18. Gymnopédie No. 2 (ジムノペディ 第2番?, Jimunopedi dai ni-ban) – 2:55 (musica: Erik Satie)
19. Nagato Yuki no kokoro ni aru mono (長門有希の心にあるもの?) – 2:88 (musica: Keigo Hoashi)
20. Jikoishiki no kakunin (自己意識の確認?) – 2:44 (musica: Keigo Hoashi)
21. Rekishi no tenkanten (歴史の転換点?) – 3:18 (musica: Ryūichi Takada)
22. Futatabi deaeta dan'intachi (再び出逢えた団員たち?) – 5:01 (musica: Satoru Kōsaki)
23. Itsumo no fūkei de owaru monogatari (いつもの風景で終わる物語?) – 3:16 (musica: Satoru Kōsaki)

Disco 2
Musiche di Erik Satie.
1. Gymnopédie No. 1 (ジムノペディ 第1番?, Jimunopedi dai ichi-ban) – 3:17
2. Gymnopédie No. 2 (ジムノペディ 第2番?, Jimunopedi dai ni-ban) – 2:50
3. Gymnopédie No. 3 (ジムノペディ 第3番?, Jimunopedi dai san-ban) – 2:27
4. Gnossienne No. 1 (グノシエンヌ 第1番?, Gunoshiennu dai ichi-ban) – 3:24
5. Gnossienne No. 2 (グノシエンヌ 第2番?, Gunoshiennu dai ni-ban) – 2:17
6. Gnossienne No. 3 (グノシエンヌ 第3番?, Gunoshiennu dai san-ban) – 2:56
7. Je te veux (ジュ・トゥ・ヴー?, Ju tu vū) – 5:15

## Media correlati
Un manga spin-off scritto e disegnato da Puyo, intitolato La scomparsa di Yuki Nagato, è stato serializzato dal 4 luglio 2009 al 4 agosto 2016 sulla rivista Young Ace edita da Kadokawa Shoten. Un adattamento anime prodotto da Satelight è stato trasmesso dal 3 aprile al 17 luglio 2015. Un videogioco visual novel intitolato Suzumiya Haruhi no tsuisō è stato pubblicato il 12 maggio 2011 da Bandai Namco Games per PlayStation 3 e PlayStation Portable. La storia del gioco si svolge poco dopo gli eventi del film.

## Accoglienza
Il film, uscito il 6 febbraio 2010 in Giappone, si è piazzato nella top 10 delle vendite al botteghino giapponese nel primo fine settimane di programmazione, e ha incassato circa 200 milioni di yen nella prima settimana. Il film ha vinto il premio per il miglior film cinematografico agli Animation Kobe Awards 2010. La versione Blu-ray ha venduto oltre 77 000 copie nella prima settimana, raggiungendo la vetta della classifica Oricon, mentre si è piazzato al quarto posto nella classifica dei DVD con 19 667 copie vendute. Minori Chihara ha vinto il premio per il miglior canto alla quinta edizione dei Seiyu Awards, tenutasi nel 2011 a Tokyo, per la sua interpretazione della sigla di chiusura Yasashī bōkyaku.
In Thailandia, il film è stato costretto dalle inondazioni nazionali a essere proiettato solo al Lido Theatre, Siam Square, Bangkok, e solo per un giorno, il 6 novembre 2011. Tuttavia, è stato riferito che i biglietti sono stati immediatamente esauriti il primo giorno di prenotazione. Dopo la proiezione, Rose Media & Entertainment, il distributore tailandese di Haruhi Suzumiya, ha anche tenuto un'asta dei prodotti di Haruhi, tra cui Blu-ray e DVD limitati, e ha donato tutti i guadagni ai soccorsi per l'alluvione.
Gia Manry di Anime News Network ha elogiato le eccezionali animazioni, i dialoghi profondi recitati da doppiatori di alto livello e il cast di personaggi divertenti. Tuttavia, ha trovato che solo chi conosceva già il franchise avrebbe potuto apprezzare appieno gli eventi del film. Inoltre, ha criticato la trama per essere prevedibile e ha ritenuto il film leggermente prolisso. Allen Moody di THEM Anime Reviews ha elogiato il focus dedicato a Yuki nel corso della storia, trovando anche leggermente più piacevole il personaggio di Mikuru, sebbene nessuna delle due lo abbia pienamente conquistato. Ha inoltre descritto il lungometraggio come un'avventura più cupa e riflessiva, sottolineando come affondi nelle profondità degli aneliti del cuore umano, finendo per consigliarne la visione.